# Panula subordinata
Panula subordinata är en fjärilsart som beskrevs av Walker 1865. Panula subordinata ingår i släktet Panula och familjen nattflyn. Inga underarter finns listade i Catalogue of Life.